# Вера Ацева
Вера Ацева — Доста (Ореовец, код Прилепа, 24. септембар 1919 — Скопље, 10. новембар 2006) била је учесница Народноослободилачке борбе, друштвено политичка радница СФР Југославије и СР Македоније и народни херој Југославије.

## Биографија
Рођена је 24. септембра 1919. године у селу Ореовец, код Прилепа, у земљорадничкој породици. У револуционарни омладински покрет укључила се 1935. године. У чланство Комунистичке партије Југославије (КПЈ) примљена је 1940. године. Августа исте године, на Покрајинској конференцији, изабрана је за члана Покрајинског комитета КПЈ за Македонију. Од септембра 1940. до новембра 1941. године обављала је дужност секретара Месног комитета КПЈ за Прилеп.
За време припрема устанка руководила је војним штабом у Прилепу. Под илегалним именом Доста од краја 1941. године до ослобођења руководила је радом многих партијских организација у Македонији, као секретар окружних и обласних комитета. Почетком 1942. радила је у Струмици, Битољу, Штипу и Скопљу. Од августа 1943. била је руководилац партијске организације у Шарском партизанском одреду, а затим заменик политичког комесара Прве македонско-косовске бригаде од њеног формирања до јануара 1944, када поново прелази на позадински партијски рад, руководећи Окружним комитетом за Велес, Тиквеш и Штип.
На Првом заседању Антифашистичког собрања народног ослобођења Македоније (АСНОМ) бирана је за посланика и члана Президијума АСНОМ-а и за већника Антифашистичког већа народног ослобођења Југославије (АВНОЈ).

### Послератни период
После ослобођења Југославије, вршила је низ руководећих партијских и државних функција. Била је секретар Обласног, а затим Градског комитета у Скопљу, руководилац Организационо-инструкторског одељења Централног комитета Комунистичке партије Македоније. Била је и члан Централног комитета Савеза коминста Југославије, Извршног комитета Централног комитета Савеза комуниста Македоније од 1946. до 1960. године и Савета федерације.
У политичким организацијама вршила је функције потпредседника Главног одбора Социјалистичког савеза радног народа Македоније (ССРНМ), председника Кадровске комисије Савезног одбора ССРН Југославије, председника Одбора за народно здравље и социјалну политику Савезне скупштине СФРЈ.
Била је члан Владе НР Македоније, више пута је бирана у Народно собрање НР Македоније и Веће народа у Савезној скупштини СФРЈ. Године 1948. била је Градоначелник града Скопља.
Године 1960, Ацева се замерила Лазару Колишевском, тадашњем секретару СКМ, везано уз рад Извршног комитета ЦК СКМ. На седници која је одржана 18. октобра 1960. Александар Ранковић, тадашњи потпредседник Савезног извршног већа (СИВ), подржао је страну Колишевског. Вера је након тога била премештена на рад у Београд.
Умрла је 10. новембра 2006. године у Скопљу.
Носилац је Партизанске споменице 1941. и других југословенских одликовања, међу којима су — Орден заслуга за народ првог реда, Орден братства и јединства првог реда, Орден за храброст и Орден рада другог реда.  Орденом народног хероја одликована је 27. новембра 1953. године.